# Pratt & Whitney Stadium at Rentschler Field
Das Pratt & Whitney Stadium at Rentschler Field ist ein College-Football-Stadion in der US-amerikanischen Stadt East Hartford im Bundesstaat Connecticut. Der Hauptnutzer ist die NCAA-College-Football-Mannschaft der University of Connecticut, den UConn Huskies aus der American Athletic Conference (AAC). Die Anlage ersetzte das alte Memorial Stadium in Storrs als Spielstätte, das von 1953 bis 2002 die Heimat der Huskies war.

## Geschichte
Das Stadion, welches im Besitz des Bundesstaates Connecticut ist, wurde auf dem Gelände des gleichnamigen Flughafens Rentschler Field (1933 bis 1999) von November 2000 bis Sommer 2003 errichtet. Der Namensgeber war der Luftfahrtingenieur Frederick Brant Rentschler. Nach der Stilllegung des Flughafens spendete das Unternehmen United Technologies Corporation ein Grundstück von 75 Acre (rund 300.000 Quadratmeter) an den Bundesstaat Connecticut zum Bau des Stadions. Aus Dankbarkeit wurde für die Sportstätte der alte Name Rentschler Field beibehalten.
Am 20. Oktober 2000 wurde der Grundstein für das doppelstöckige Stadion gelegt und der Bau im November 2000 begonnen. Nach der Fertigstellung im Sommer 2003 wurde die Veranstaltungsstätte am 29. Juli 2003 mit dem Zerschneiden des Bandes seiner Bestimmung übergeben. Neben American Football ist das Stadion auch unter anderem für Fußball, Lacrosse, Rugby oder andere Veranstaltungen konzipiert.
Das Stadion bietet auf den unüberdachten Rängen Plätze für 40.000 Besucher. Der hufeisenförmige Oberrang ist an der Westseite geöffnet. Dort befindet sich die Daktronics Videoanzeigetafel. Auf der Haupttribüne im Süden sind die 38 Luxus-Logen (genannt Skyboxes) aufgesetzt. Ein Angebot von 1.300 innenliegenden und 4.000 Clubsitzen unter freiem Himmel gehört zum Logenbereich. Auch die Kommentatoren- und Presseplätze liegen im Bau auf dem Südrang. Im Stadion sind insgesamt über 480 Toiletten und Urinale verteilt.
Am 16. Juli 2015 gab die UConn-Präsidentin Susan Herbst und Paul Adams, Präsident von Pratt & Whitney, bekannt, dass sich die University of Connecticut mit dem Luft- und Raumfahrttechnikunternehmen auf eine Namensänderung des Stadions geeinigt haben. Zukünftig wird die Anlage den Namen Pratt & Whitney Stadium at Rentschler Field tragen. Im Gegenzug spendet Pratt & Whitney Land für Parkplätze am Stadion.

## Veranstaltungen
Erste Veranstaltung war die Eröffnung der Multisportveranstaltung State Games of America 2003. Die UConn Huskies konnten in ihrer neuen Heimat am 30. August 2003 einen 34:10-Sieg über die Indiana Hoosiers feiern. Die US-amerikanische Fußballnationalmannschaft der Frauen bestritt am 1. August 2004 ihr letztes Testspiel vor dem olympischen Fußballturnier 2004 im Rentschler Field gegen China und siegte mit 3:1 Toren.
Es wurden einige Konzerte im Rentschler Field abgehalten. Der erste Künstler war der Rockmusiker Bruce Springsteen mit der E Street Band, der am 16. und 18. September 2003 vor 60.000 Besuchern auftrat. Auf ihrer Reunion Tour machte die Band The Police am 31. Juli 2007 Station im Stadion von East Hartford.
Das Rentschler Field war eines von 13 Stadien des CONCACAF Gold Cup 2013.
- 16. Juli 2013: Gruppe C:  Kuba –  Belize 4:0 (1:0)
- 16. Juli 2013: Gruppe C:  Vereinigte Staaten –  Costa Rica 1:0 (0:0)
- 14. Okt. 2023:  Vereinigte Staaten –  Deutschland 1:3 (Freundschaftsspiel)